# Liste des cantons de la Haute-Savoie

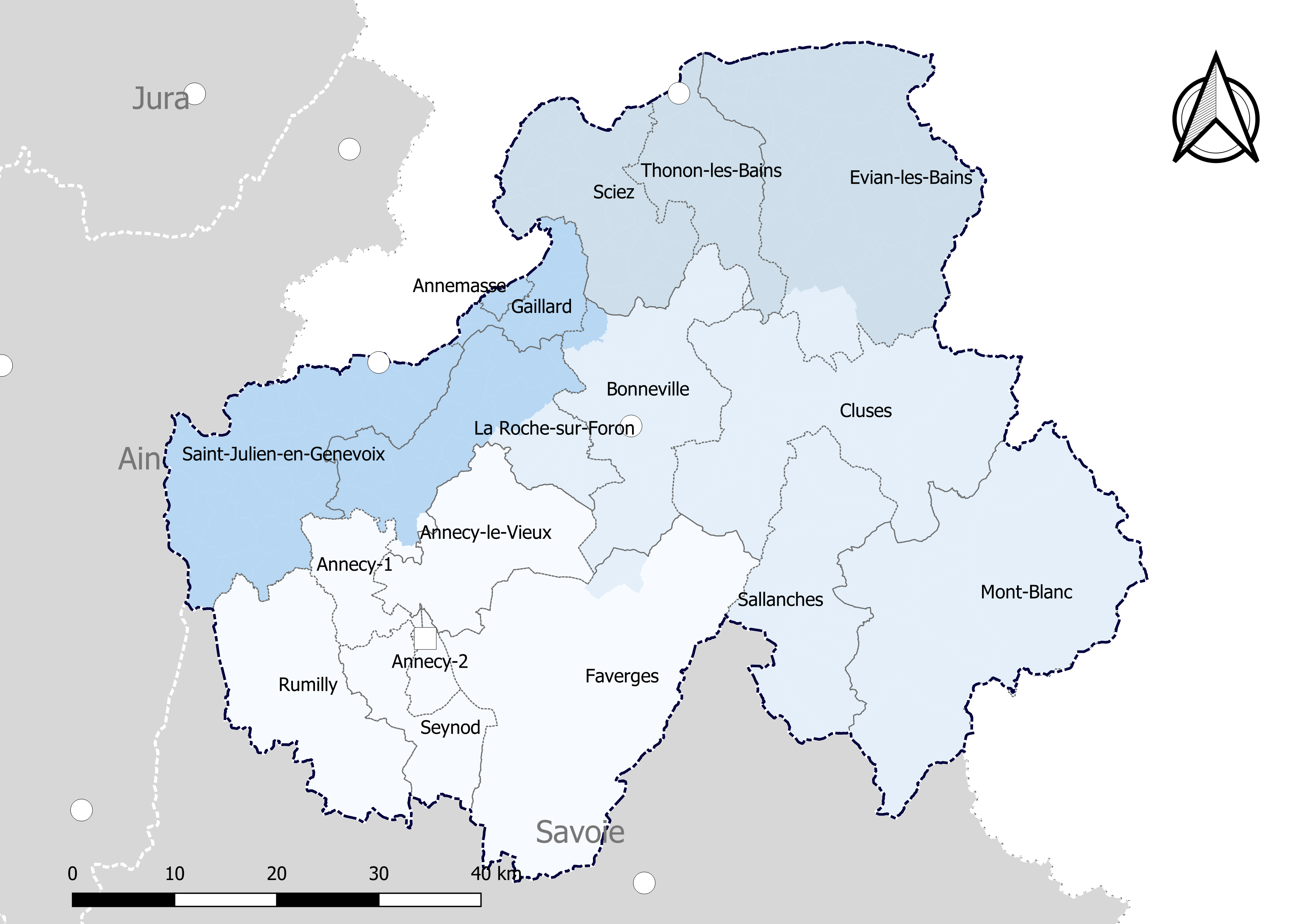
Découpage cantonal du département de la Haute-Savoie, avec en surimpression les arrondissements (en nuances de bleu) - Carte arrêtée au 1er janvier 2019.

Le département français de Haute-Savoie comprend, à la suite du redécoupage cantonal de 2014, dix-sept cantons, à la place des 34 lors du précédent redécoupage.

## Redécoupage cantonal de 2014
Dans la poursuite de la réforme territoriale engagée en 2010, l'Assemblée nationale adopte définitivement le 17 avril 2013 la réforme du mode de scrutin pour les élections départementales destinée à garantir la parité hommes/femmes. Les lois (loi organique 2013-402 et loi 2013-403) sont promulguées le 17 mai 2013. Un nouveau découpage territorial est défini par décret du 13 février 2014 pour le département de la Haute-Savoie. Celui-ci entre en vigueur lors du premier renouvellement général des assemblées départementales suivant la publication du décret, prévu en mars 2015. Les conseillers départementaux sont élus au scrutin majoritaire binominal mixte. Les électeurs de chaque canton éliront au Conseil départemental, nouvelle appellation des Conseils généraux, deux membres de sexe différent, qui se présenteront en binôme de candidats. Les conseillers départementaux seront élus pour 6 ans au scrutin binominal majoritaire à deux tours, l'accès au second tour nécessitant 10 % des inscrits au 1er tour. En outre la totalité des conseillers départementaux est renouvelée.
Ce nouveau mode de scrutin nécessite un redécoupage des cantons dont le nombre est divisé par deux avec arrondi à l'unité impaire supérieure si ce nombre n'est pas entier impair et avec des conditions de seuils minimaux. Dans la Haute-Savoie le nombre de cantons passe ainsi de 34 à 17.
Les critères du remodelage cantonal sont les suivants : le territoire de chaque canton doit être défini sur des bases essentiellement démographiques, le territoire de chaque canton doit être continu et les communes de moins de 3 500 habitants sont entièrement comprises dans le même canton. Il n’est fait référence, ni aux limites des arrondissements, ni à celles des circonscriptions législatives.
Conformément à de multiples décisions du Conseil constitutionnel depuis 1985 et notamment sa décision no 2010-618 DC du 9 décembre 2010, il est admis que le principe d’égalité des électeurs au regard des critères démographiques est respecté lorsque le ratio conseiller/habitant de la circonscription est compris dans une fourchette de 20 % de part et d'autre du ratio moyen conseiller/habitant du département. Pour le département de la Haute-Savoie, la population de référence est la population légale en vigueur au 1er janvier 2013, à savoir la population millésimée 2010, soit 738 088 habitants. Avec 17 cantons la population moyenne par conseiller départemental est de 43 417 habitants. Ainsi la population de chaque nouveau canton doit-elle être comprise entre 34 734 habitants et 52 100 habitants pour respecter le principe de l'égalité citoyenne au vu des critères démographiques.

### Composition détaillée
| N° | Nom du canton            | Bureau centralisateur    | Population 2010          | Écart /moyenne | Nombre de communes entières | Communes composant le canton |
| -- | ------------------------ | ------------------------ | ------------------------ | -------------- | --------------------------- | --- |
| 1  | Annecy-1                 | Annecy                   | 29 019 + fraction Annecy |                | 8 + fraction Annecy         | 1° Les communes suivantes : La Balme-de-Sillingy, Choisy, Lovagny, Mésigny, Nonglard, Poisy, Sallenôves, Sillingy. 2° La partie de la commune d'Annecy située au nord et à l'ouest d'une ligne définie par l'axe des voies et limites suivantes : à partir de la limite territoriale de la commune d'Annecy-le-Vieux, ligne de chemin de fer Annecy―La Roche-sur-Foron, boulevard du Lycée, boulevard Decouz, avenue Berthollet, ligne de chemin de fer Annecy―Aix-les-Bains, y compris l'emprise de la gare, jusqu'à la limite territoriale de la commune de Cran-Gevrier. La partie de la commune d'Annecy correspondant à la commune déléguée de Meythet. |
| 2  | Annecy-2                 | Annecy                   | 3 882 + fraction Annecy  |                | 1 + fraction Annecy         | 1° Les communes suivantes : Sévrier. 2° La partie de la commune d'Annecy non incluse dans le canton d'Annecy-1. |
| 3  | Annecy-3                 | Annecy                   | 49 532                   | 1,14           | 7 + 1 fraction              | 1° Les communes suivantes : Argonay, Charvonnex, Épagny-Metz-Tessy, Fillière, Groisy, Nâves-Parmelan, Villaz. 2° La partie de la commune d'Annecy correspondant à la commune déléguée d'Annecy-le-Vieux et Pringy. |
| 4  | Annemasse                | Annemasse                | 45 967                   | 1,06           | 3                           | Ambilly, Annemasse, Ville-la-Grand. |
| 5  | Bonneville               | Bonneville               | 49 564                   | 1,14           | 20                          | Arenthon, Ayse, Bonneville, Brizon, Contamine-sur-Arve, Faucigny, Fillinges, Marcellaz, Marignier, Mégevette, Onnion, Peillonnex, Glières-Val-de-Borne, Saint-Jean-de-Tholome, Saint-Jeoire, Saint-Pierre-en-Faucigny, La Tour, Ville-en-Sallaz, Viuz-en-Sallaz, Vougy. |
| 6  | Cluses                   | Cluses                   | 50 198                   | 1,16           | 16                          | Châtillon-sur-Cluses, Cluses, Marnaz, Mieussy, Mont-Saxonnex, Morillon, Nancy-sur-Cluses, Le Reposoir, La Rivière-Enverse, Saint-Sigismond, Samoëns, Scionzier, Sixt-Fer-à-Cheval, Taninges, Thyez, Verchaix. |
| 7  | Évian-les-Bains          | Évian-les-Bains          | 45 033                   | 1,04           | 33                          | Abondance, La Baume, Bernex, Le Biot, Bonnevaux, Champanges, La Chapelle-d'Abondance, Châtel, Chevenoz, La Côte-d'Arbroz, Essert-Romand, Évian-les-Bains, Féternes, La Forclaz, Les Gets, Larringes, Lugrin, Marin, Maxilly-sur-Léman, Meillerie, Montriond, Morzine, Neuvecelle, Novel, Publier, Saint-Gingolph, Saint-Jean-d'Aulps, Saint-Paul-en-Chablais, Seytroux, Thollon-les-Mémises, Vacheresse, La Vernaz, Vinzier. |
| 8  | Faverges-Seythenex       | Faverges-Seythenex       | 39 420                   | 0,91           | 23                          | Alex, La Balme-de-Thuy, Bluffy, Le Bouchet-Mont-Charvin, Chevaline, Les Clefs, La Clusaz, Dingy-Saint-Clair, Doussard, Faverges-Seythenex, Giez, Le Grand-Bornand, Lathuile, Manigod, Menthon-Saint-Bernard, Saint-Ferréol, Saint-Jean-de-Sixt, Serraval, Talloires-Montmin, Thônes, Val-de-Chaise, Veyrier-du-Lac, Les Villards-sur-Thônes. |
| 9  | Gaillard                 | Gaillard                 | 35 599                   | 0,82           | 10                          | Arthaz-Pont-Notre-Dame, Bonne, Cranves-Sales, Étrembières, Gaillard, Juvigny, Lucinges, Machilly, Saint-Cergues, Vétraz-Monthoux. |
| 10 | Le Mont-Blanc            | Passy                    | 31 724                   | 0,73           | 7                           | Chamonix-Mont-Blanc, Les Contamines-Montjoie, Les Houches, Passy, Saint-Gervais-les-Bains, Servoz, Vallorcine. |
| 11 | La Roche-sur-Foron       | la Roche-sur-Foron       | 46 721                   | 1,08           | 27                          | Allonzier-la-Caille, Amancy, Andilly, Arbusigny, Cercier, Cernex, La Chapelle-Rambaud, Copponex, Cornier, Cruseilles, Cuvat, Étaux, Menthonnex-en-Bornes, Monnetier-Mornex, La Muraz, Nangy, Pers-Jussy, Reignier-Esery, La Roche-sur-Foron, Saint-Blaise, Saint-Laurent, Saint-Sixt, Le Sappey, Scientrier, Villy-le-Bouveret, Villy-le-Pelloux, Vovray-en-Bornes. |
| 12 | Rumilly                  | Rumilly                  | 40 047                   | 0,92           | 28                          | Alby-sur-Chéran, Allèves, Bloye, Boussy, Chainaz-les-Frasses, Chapeiry, Crempigny-Bonneguête, Cusy, Étercy, Gruffy, Hauteville-sur-Fier, Héry-sur-Alby, Lornay, Marcellaz-Albanais, Marigny-Saint-Marcel, Massingy, Moye, Mûres, Rumilly, Saint-Eusèbe, Saint-Félix, Saint-Sylvestre, Sales, Thusy, Vallières-sur-Fier, Vaulx, Versonnex, Viuz-la-Chiésaz. |
| 13 | Saint-Julien-en-Genevois | Saint-Julien-en-Genevois | 50 932                   | 1,17           | 40                          | Archamps, Bassy, Beaumont, Bossey, Challonges, Chaumont, Chavannaz, Chêne-en-Semine, Chênex, Chessenaz, Chevrier, Chilly, Clarafond-Arcine, Clermont, Collonges-sous-Salève, Contamine-Sarzin, Desingy, Dingy-en-Vuache, Droisy, Éloise, Feigères, Franclens, Frangy, Jonzier-Épagny, Marlioz, Menthonnex-sous-Clermont, Minzier, Musièges, Neydens, Présilly, Saint-Germain-sur-Rhône, Saint-Julien-en-Genevois, Savigny, Seyssel, Usinens, Valleiry, Vanzy, Vers, Viry, Vulbens. |
| 14 | Sallanches               | Sallanches               | 31 412                   | 0,72           | 9                           | Arâches-la-Frasse, Combloux, Cordon, Demi-Quartier, Domancy, Magland, Megève, Praz-sur-Arly, Sallanches. |
| 15 | Sciez                    | Sciez                    | 42 574                   | 0,98           | 25                          | Anthy-sur-Léman, Ballaison, Boëge, Bogève, Bons-en-Chablais, Brenthonne, Burdignin, Chens-sur-Léman, Douvaine, Excenevex, Fessy, Habère-Lullin, Habère-Poche, Loisin, Lully, Margencel, Massongy, Messery, Nernier, Saint-André-de-Boëge, Saxel, Sciez, Veigy-Foncenex, Villard, Yvoire. |
| 16 | Annecy-4                 | Annecy                   | 47 789                   | 1,1            | 9 + 1 fraction              | 1° Les communes suivantes : La Chapelle-Saint-Maurice, Chavanod, Duingt, Entrevernes, Leschaux, Montagny-les-Lanches, Quintal, Saint-Eustache, Saint-Jorioz. 2° La partie de la commune d'Annecy correspondant aux communes déléguées de Seynod et Cran-Gevrier. |
| 17 | Thonon-les-Bains         | Thonon-les-Bains         | 48 296                   | 1,11           | 12                          | Allinges, Armoy, Bellevaux, Cervens, Draillant, Lullin, Lyaud, Orcier, Perrignier, Reyvroz, Thonon-les-Bains, Vailly. |
|    |                          |                          | 738 088                  |                | 294                         | |

### Répartition par arrondissement
Contrairement à l'ancien découpage où chaque canton était inclus à l'intérieur d'un seul arrondissement, le nouveau découpage territorial s'affranchit des limites des arrondissements. Certains cantons peuvent être composés de communes appartenant à des arrondissements différents. Dans le département de la Haute-Savoie, c'est le cas de quatre cantons (Bonneville, Évian-les-Bains, Faverges et La Roche-sur-Foron).
Le tableau suivant présente la répartition par arrondissement :
| N° | Canton                   | Annecy              | Bonneville | Saint-Julien-en-Genevois | Thonon-les-Bains | Total               |
| -- | ------------------------ | ------------------- | ---------- | ------------------------ | ---------------- | ------------------- |
| 1  | Annecy-1                 | 9 + fraction Annecy |            |                          |                  | 9 + fraction Annecy |
| 2  | Annecy-2                 | 1 + fraction Annecy |            |                          |                  | 1 + fraction Annecy |
| 3  | Annecy-le-Vieux          | 14                  |            |                          |                  | 14                  |
| 4  | Annemasse                |                     |            | 3                        |                  | 3                   |
| 5  | Bonneville               |                     | 19         | 1                        |                  | 20                  |
| 6  | Cluses                   |                     | 16         |                          |                  | 16                  |
| 7  | Évian-les-Bains          |                     | 2          |                          | 31               | 33                  |
| 8  | Faverges                 | 26                  | 1          |                          |                  | 27                  |
| 9  | Gaillard                 |                     |            | 10                       |                  | 10                  |
| 10 | Le Mont-Blanc            |                     | 7          |                          |                  | 7                   |
| 11 | La Roche-sur-Foron       | 2                   | 7          | 18                       |                  | 27                  |
| 12 | Rumilly                  | 29                  |            |                          |                  | 29                  |
| 13 | Saint-Julien-en-Genevois |                     |            | 40                       |                  | 40                  |
| 14 | Sallanches               |                     | 9          |                          |                  | 9                   |
| 15 | Sciez                    |                     |            |                          | 25               | 25                  |
| 16 | Seynod                   | 11                  |            |                          |                  | 11                  |
| 17 | Thonon-les-Bains         |                     |            |                          | 12               | 12                  |
|    |                          | 93                  | 61         | 72                       | 68               | 294                 |

## Liste des cantons avant la réforme de 2014
| Canton                             | Circonscription | Arrondissement           |
| ---------------------------------- | --------------- | ------------------------ |
| Canton d'Abondance                 | Cinquième       | Thonon-les-Bains         |
| Canton d'Alby-sur-Chéran           | Deuxième        | Annecy                   |
| Canton d'Annecy-Centre             | Deuxième        | Annecy                   |
| Canton d'Annecy-Nord-Est           | Deuxième        | Annecy                   |
| Canton d'Annecy-Nord-Ouest         | Première        | Annecy                   |
| Canton d'Annecy-le-Vieux           | Première        | Annecy                   |
| Canton d'Annemasse-Nord            | Quatrième       | Saint-Julien-en-Genevois |
| Canton d'Annemasse-Sud             | Quatrième       | Saint-Julien-en-Genevois |
| Canton du Biot                     | Cinquième       | Thonon-les-Bains         |
| Canton de Boëge                    | Troisième       | Thonon-les-Bains         |
| Canton de Bonneville               | Troisième       | Bonneville               |
| Canton de Chamonix-Mont-Blanc      | Sixième         | Bonneville               |
| Canton de Cluses                   | Sixième         | Bonneville               |
| Canton de Cruseilles               | Troisième       | Saint-Julien-en-Genevois |
| Canton de Douvaine                 | Cinquième       | Thonon-les-Bains         |
| Canton d'Évian-les-Bains           | Cinquième       | Thonon-les-Bains         |
| Canton de Faverges                 | Deuxième        | Annecy                   |
| Canton de Frangy                   | Quatrième       | Saint-Julien-en-Genevois |
| Canton de La Roche-sur-Foron       | Troisième       | Bonneville               |
| Canton de Reignier-Ésery           | Troisième       | Saint-Julien-en-Genevois |
| Canton de Rumilly                  | Première        | Annecy                   |
| Canton de Saint-Gervais-les-Bains  | Sixième         | Bonneville               |
| Canton de Saint-Jeoire-en-Faucigny | Troisième       | Bonneville               |
| Canton de Saint-Julien-en-Genevois | Quatrième       | Saint-Julien-en-Genevois |
| Canton de Sallanches               | Sixième         | Bonneville               |
| Canton de Samoëns                  | Sixième         | Bonneville               |
| Canton de Scionzier                | Sixième         | Bonneville               |
| Canton de Seynod                   | Deuxième        | Annecy                   |
| Canton de Seyssel                  | Quatrième       | Saint-Julien-en-Genevois |
| Canton de Taninges                 | Sixième         | Bonneville               |
| Canton de Thônes                   | Deuxième        | Annecy                   |
| Canton de Thorens-Glières          | Première        | Annecy                   |
| Canton de Thonon-les-Bains-Est     | Cinquième       | Thonon-les-Bains         |
| Canton de Thonon-les-Bains-Ouest   | Cinquième       | Thonon-les-Bains         |